# Кузмице (район Требишов)
Кузмице (словац. Kuzmice, венг. Kozma) — деревня в восточной Словакии района Требишов, Кошицкого края.
Находится на восточных предгорьях горного массива Сланске-Врхи в южной части Подсланского холма, разделенных рекой Ронява и её притоками. Расположен в 14 км к юго-западу от административного центра Требишова, в 5 км от словацко-венгерской границы на берегу реки Ронява. Близ Кузмице имеются солёные источники.
Население на 31.12.2016 составляло 1705 человек.

## История
Первое письменное упоминание о деревне восходит к 1270 году, когда он назывался Косма (Kosma). В 1327 году носила название Kozmay, в 1427 г. — Kozmafalwa, с 1773 г. — Kuzmice, с 1927 года — Kузмице.

## Население
| Год:                | 1994 | 2004     | 2014    | 2024    |
| ------------------- | ---- | -------- | ------- | ------- |
| Количество человек: | 1404 | 1651     | 1710    | 1744    |
| Разница:            |      | +17,59 % | +3,57 % | +1,98 % |

## Достопримечательности
- Римско-католическая церковь Святого Сердца Иисуса.
- Вознесенская греко-католическая церковь 1906 г.